# Mauch Chunk Gravity Railroad

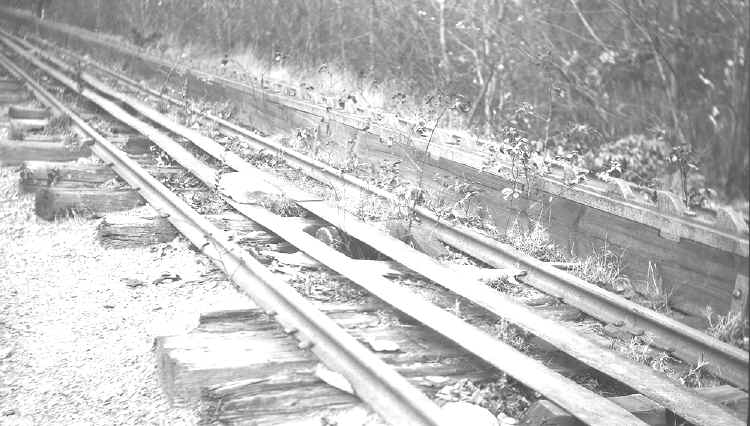
Een deel van het spoor.

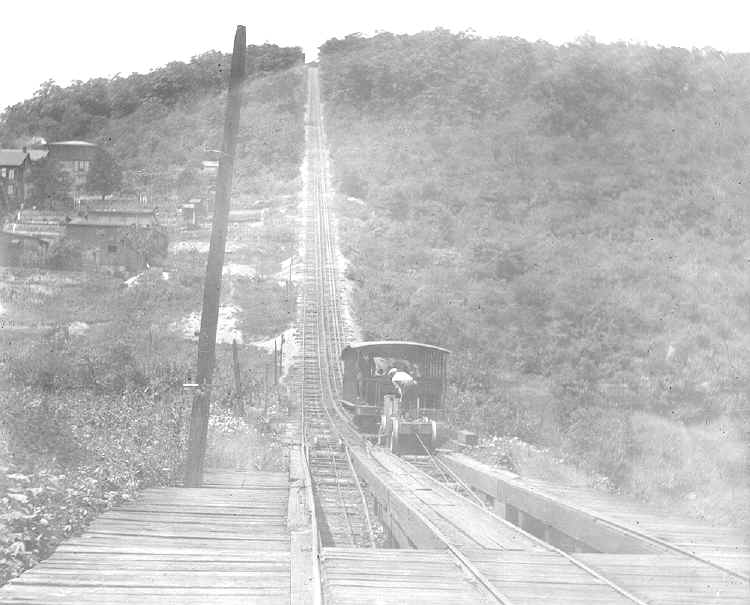
Mount Pisgah, onderdeel van de achtbaan.

De Mauch Chunk Gravity Railroad was in de beginperiode van deze attractie de langste achtbaan die ooit was gebouwd. De spoorlijn in de Verenigde Staten werd oorspronkelijk gebouwd om steenkolen van de mijn naar de haven te vervoeren. De hellinggraad van 1,5° zorgde ervoor dat het treintje, zuiver door de zwaartekracht, in dertig minuten de rit bergafwaarts deed. De terugweg (met behulp van ezels) duurde een paar uur. Er ging slechts één persoon mee op die ritten, om het remsysteem te bedienen.
Tegen 1844 werden er twee hellingen bijgebouwd, en de karretjes mechanisch omhooggetrokken. De spoorlijn vormde nu een gesloten parcours van 29 km lang in de vorm van een acht. Tegen 1872 wordt een nieuwe spoorlijn aangelegd, waardoor de Gravity Road overbodig wordt. Om er toch nog geld mee te verdienen wordt geprobeerd om, tegen betaling, passagiers de rit te laten meerijden, met veel succes. Twee jaar later, in 1874 reden al 35.000 bezoekers mee, wat de Gravity Road de op een na populairste bestemming in de Verenigde Staten maakte, na de Niagarawatervallen. Tot in 1938 bleef de attractie geopend, die maar 35 km verwijderd is van het huidige Dorney Park in Allentown (Pennsylvania). In 1976 werd de Mauch Chunk Gravity Railroad geklasseerd als historisch monument.